# Hemilepidia moretonensis
Hemilepidia moretonensis är en ringmaskart som beskrevs av Augener 1922. Hemilepidia moretonensis ingår i släktet Hemilepidia och familjen Polynoidae. Inga underarter finns listade i Catalogue of Life.